# Nightcap National Park
Nightcap National Park är en park i Australien. Den ligger i delstaten New South Wales, i den sydöstra delen av landet, omkring 620 kilometer norr om delstatshuvudstaden Sydney. Arean är 81 kvadratkilometer.
Runt Nightcap National Park är det ganska glesbefolkat, med 47 invånare per kvadratkilometer.. Närmaste större samhälle är Nimbin, nära Nightcap National Park. 
I omgivningarna runt Nightcap National Park växer i huvudsak städsegrön lövskog. Genomsnittlig årsnederbörd är 1 776 millimeter. Den regnigaste månaden är januari, med i genomsnitt 298 mm nederbörd, och den torraste är oktober, med 39 mm nederbörd.